# L'Officiel Україна
L'Officiel Україна — українське видання французького жіночого журналу про моду L'Officiel, який був заснований в 1921 році під керівництвом Андре Кастаньє. Видається в Україні з 2001 року.

## Опис
Видання «L'Officiel Україна» надає медіа-підтримку заходів у сфері моди, мистецтва та світського життя, виступає ініціатором і організатором семінарів-практикумів провідних європейських шкіл моди, організовує fashion-проекти за участю всесвітньо визнаних дизайнерів.
Журнал задає напрям в fashion-індустрії та індустрії краси і мистецтва. З аудиторією жінок віком від 18 до 45 років. Видається тиражем 30 000 екземплярів та розповсюджується в містах-мільйонниках України, 48.4 % якого припадає на Київ.

## Історія
7 листопада 2001 року Рекламно-інформаційне агентство «Янко», видавець журналу «Єва», презентувало перший номер «L'Officiel-Україна». Дебютний випуск нового жіночого журналу вийшов на 168 сторінках тиражем 10 тисяч екземплярів, по роздрібній ціні 12₴ і, як пообіцяли видавці, виходитиме шість разів на рік. Редактором нового журналу стала Ірина Данилевська, яка раніше була головним редактором «Єви», а її місце зайняв Сергій Фащук.
У 2003 році Євген Рибчинський в тандемі з Сергієм Горовим, одіозним зятем екс-віце-прем'єр-міністра, Юрія Бойка прибрали до рук видавничий дім «Вавилон». Після того, як до видавничого дому прийшло нове керівництво — його покинув весь творчий колектив на чолі з головним редактором Іриною Данилевською та директором видавництва Володимиром Нечипоруком. Люди не приховували, що йдуть через нову політику новоспечених господарів. Рибчинський і Горовий вирішили зробити модне видання більш популярним і масовим. Та Рибчинський і Горов були лише хорошим прикриттям для справжніх власників цього бізнесу. Всі документи по проведенню операції дійсно підписував Горовий. Однак «Вавилон» купив собі сам Юрій Бойко, а зятя поставив як прикриття.
У 2004 році шеф-редактором журналу призначено Анну Вараву.
У 2009 році проведено першу церемонію нагородження L'Officiel Awards.
У 2010 році проведено L'Officiel Awards Fashion Weekend, презентовано першого в Україні чоловічого Luxury журналу L'Officiel Hommes.
19 липня 2012 року «L'Officiel-Україна» представили свої «100 миттєвостей моди», випускаючи сотий випуск журналу в Україні. На обкладинці неординарна Мішель Харпер, зйомки якої проходили за участі знаменитого стиліста Ніколи Формічетті.
Російський телеканал FASHION TV визнав журнал «L'Officiel-Україна» найкращим російськомовним виданням про моду.
У 2013 році шеф-редактором журналу призначено Уляну Бойко.
Влітку 2014 року було запущено L'Officiel Online — онлайн-ресурс officiel-online.com, що позиціонується як цифровий глянець від видання «L'Officiel-Україна» та має окрему редакцію. Він прийшов на заміну порталу officiel.com.ua.
З 2017 року на посаду головного редактора друкованої версії журналу «L'Officiel Україна» призначили Уляну Бойко, яка до цього була головредом глянцевого видання Pink, а Ана Варава продовжила роботу в виданні на посаді шеф-редактора.
L'Officiel Online замість Дар'ї Заривної, яка три з половиною роки працювала на посаді головного редактора діджитал-версії L'Officiel та звільнилась очолила Тома Мироненко.
Номер грудень-січень 2021 року «L'Officiel Україна» став першим україномовним друкованим виданням редакції.
24 лютого 2022 року редакція журналу перейшла на українську мову і почала писати лише про війну у форматі корисних матеріалів та новин для цифрових ресурсів видання.

## Редактори
- Ірина Данилевська (2001—2004);
- Наталія Радовинська (2004—2008);
- Анна Варава (2008—2017);
- Уляна Бойко (з 2017 року).

## Нотатки
1. ↑  Вітчизняний україномовний модний журнал, що існував з 1993 по 2011 рік.